# 茅ヶ崎市民俗資料館
茅ヶ崎市民俗資料館（ちがさきしみんぞくしりょうかん）は、神奈川県茅ヶ崎市堤3882番と堤4318番、および柳島2-6-30に所在する民俗学系の歴史博物館。固有の展示棟を持たず、茅ヶ崎市内に残る3軒の古民家（旧和田家住宅・旧三橋家住宅・旧藤間家住宅）を屋外展示物として活用しており、市内3ヶ所に分散立地している。

## 概要
茅ヶ崎市内には、かつて1971年（昭和46年）7月1日に開館した「茅ヶ崎市文化資料館」があり、組織としての民俗資料館は同館と共に設置された。以下3軒の古民家が民俗資料（文化資料）として資料館の構成体となっている。

### 旧和田家住宅
江戸時代に相模国高座郡萩園村の村役人だった和田家の住宅で、安政2年（1855年）3月に建築された。元は茅ヶ崎市萩園2334番地にあったが、1982年（昭和57年）に解体され、同年7月には茅ヶ崎市指定重要文化財に指定。現在の堤3882番地（浄見寺の東隣）に移築され、1985年（昭和60年）4月に資料館として開館した。

### 旧三橋家住宅
相模国高座郡香川村で名主を務めた三橋家の住宅で、文政11年（1828年）2月に建築された。もとは茅ヶ崎市香川2288番地（現在は香川7丁目10-23）にあったが、1971年（昭和46年）に茅ヶ崎市指定重要文化財に指定。1972年（昭和47年）に現在の堤4318番地（浄見寺の境内）に移築され、1973年（昭和48年）に開館した。

### 旧藤間家住宅
江戸時代中期から柳島の名主を務め、廻船業を営んでいた藤間家の敷地および洋風住宅（主屋）で、主屋は1932年（昭和7年）に建築された。2015年（平成27年）3月26日に「藤間家住宅主屋」として国の登録有形文化財に登録された（解体・移築はなし）。また敷地は「近世商家屋敷跡」の名称で2013年（平成25年）3月15日に茅ヶ崎市指定史跡に指定され、2018年（平成30年）4月13日から資料館として公開された（洋風住宅は立入り不可）。

## 条例改正
開館から40年以上にわたり地域の歴史博物館として存続してきた茅ヶ崎市文化資料館は、茅ヶ崎市教育委員会の策定した「公共施設整備・再編計画」に基づき、2022年（令和4年）7月30日に開館した茅ヶ崎市博物館へと機能移転した。これに伴い「茅ヶ崎市文化資料館条例」は民俗資料館運営用の条例に特化され、2022年（令和4年）7月30日施行で「茅ヶ崎市民俗資料館条例」に改変された。